# John Boyne
John Boyne (Dublin, 30 de abril de 1971) é um escritor irlandês, famoso pelo best-seller The Boy in The Stripped Pyjamas: A Fable.
Estudou língua inglesa no Trinity College, e Literatura Criativa na Universidade de East Anglia, onde foi galardoado com o prêmio Curtis Brown. Começou a escrever histórias aos 19 anos e teve o primeiro romance publicado dez anos depois. Trabalhou numa livraria dos 25 aos 32 anos.
Boyne lançou recentemente o seu sétimo romance - The House of Special Purpose, ou O Palácio de Inverno na edição brasileira -, assim como uma quantidade de contos que foram publicados em várias antologias e transmitidos por rádio e televisão. Os seus romances foram publicados em 30 idiomas.  The Boy in the Striped Pyjamas (Brasil: O menino do pijama listrado / Portugal: O Rapaz do Pijama às Riscas) é um best-seller em Nova Iorque e uma adaptação para o cinema começou a ser filmada em abril de 2007. Boyne reside em Dublin.

## Filmes
- Uma adaptação para o cinema de O Menino do Pijama Listrado, realizada pela Miramax foi filmada em meados de 2007 e lançado em 2008. Dirigido por Mark Herman, e estrelado pelo Asa Butterfield, David Thewlis, Vera Farmiga, Rupert Friend e Sheila Hancock.

## Premiações
- 1995 Vencedor do Prémio Curtis Brown.
- 2004 Crippen - colocado na lista de Hughes & Hughes para o Prémio do Livro Irlandês do Ano.
- 2006 The Boy In The Striped Pyjamas - colocado na lista do Prémio do Livro Britânico, Prémio do Border's New Voices, Prémio do Livro Infantil de Ottakar, Prémio Literário Paolo Ungari (Itália), Prémio do Livro Irlandês do Ano, Prémio Berkshire Book, Prêmio Lancashire Booke do Prêmio do Livro Infantil de Sheffield.
- 2007 The Boy In The Striped Pyjamas - entrou na lista extensa para a Medalha de Carnegie.
- 2007 The Boy In The Striped Pyjamas - Vencedor de duas premiações do Livro Irlandês: Seleção Popular do Livro do Ano ("People's Choice Book of the Year") & Livro Infantil do Ano ("Children's Book of the Year"); na lista reduzida para uma terceira premiação, como romance do ano. Vencedor do prémio Bisto de Livro Infantil do Ano.